# Vitória das Tabocas
El Vitória das Tabocas es un equipo de fútbol de Brasil que juega en el Campeonato Pernambucano, la primera división del estado de Pernambuco.

## Historia
Fue fundado el 6 de mayo de 2008 en la ciudad de Vitória de Santo Antão del estado de Pernambuco luego de que el AD Vitória fuera desafiliado por la Federación Pernambucana de Fútbol, aunque se considera como sucesor del club desafiliado.
En su año inaugural ganaron el título de la segunda división del Campeonato Pernambucano, el cual también ganaron en 2013.
En 2019 obtuvieron la clasificación para el Campeonato Brasileño de Serie D por primera vez en su historia al terminar en quinto lugar del Campeonato Pernambucano, la que es su primera aparición en una competición internacional, en donde fue eliminado en la primera ronda al finaliza en último lugar de su grupo y terminó en el penúltimo lugar entre 68 equipos.

## Sección Femenil
El club es más reconocido por su sección de fútbol femenil, la cual ha sido campeón estatal en varias ocasiones, ha sido finalista de la Copa de Brasil en 2013 y que ha participado en la Copa Libertadores Femenina, teniendo su primera participación en la edición de 2012, con lo que hace que su equipo femenil es más ganador que el masculino, lo que lo convierte en uno de los mejores equipos de categoría femenil en Brasil.

## Rivalidades
Desde el AD Vitória su principal rival ha sido el Vera Cruz Futebol Clube, que pertenece al mismo municipio y desde que se fundó en 2013 se enfrentaron por primera vez en la final de la segunda división del Campeonato Pernambucano de 2013.

## Palmarés
- Pernambucano Serie B: 2

2008, 2013

## Jugadores

### Jugadores destacados
- João Erodilson Teófilo dos Santos[4]